# Renbaan Mereveld

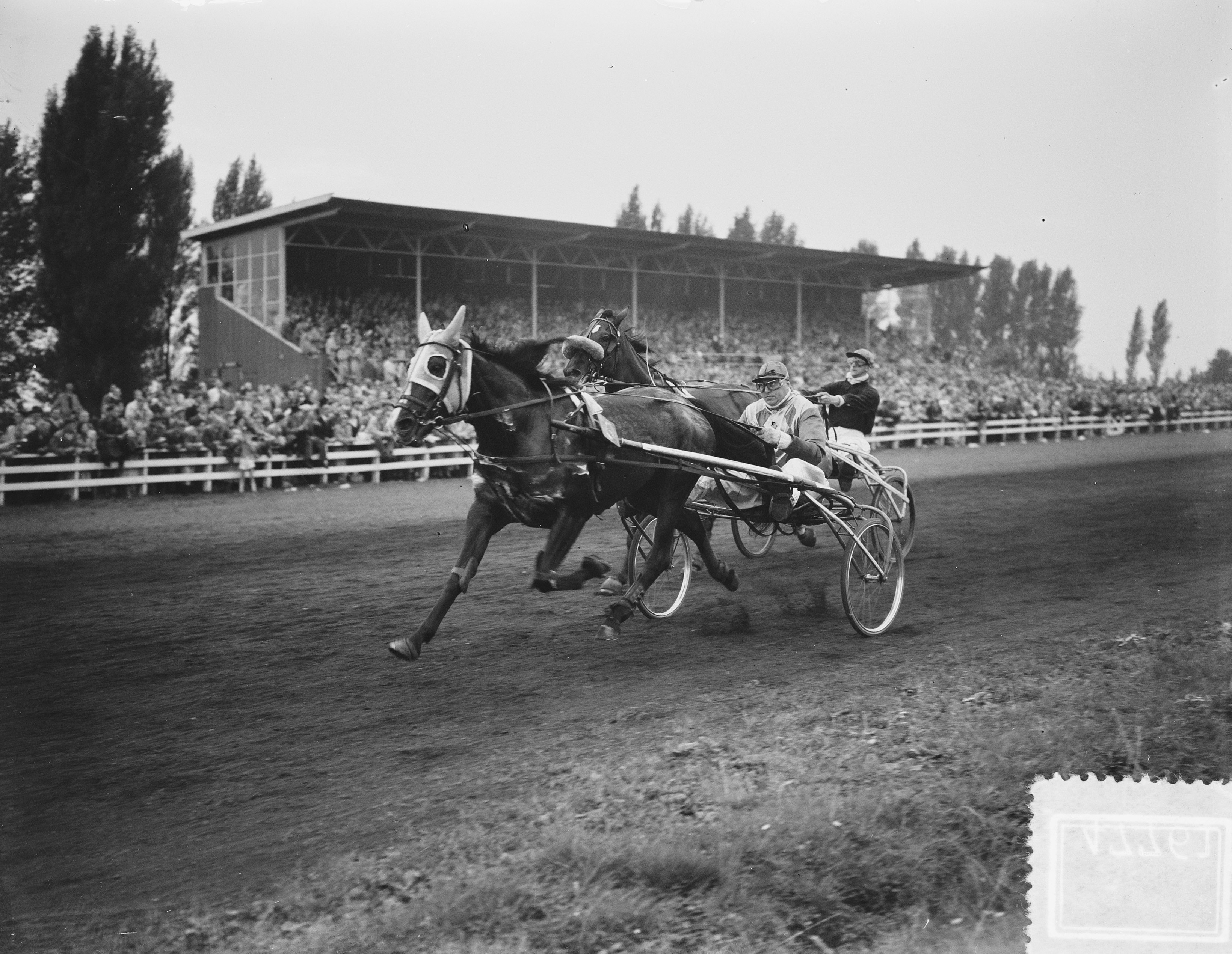
Drafkampioenschappen Mereveld, 1951

Renbaan Mereveld is een voormalige renbaan voor drafsport gelegen aan de Mereveldseweg in de Nederlandse gemeente Utrecht. De renbaan lag in het gebied dat werd omsloten door de A12 en de spoorlijnen naar Arnhem en 's-Hertogenbosch.
De gemeente Utrecht kocht in 1934 het terrein van Bunnik om er vervolgens een renbaan aan te leggen in het kader van werkverschaffing. De renbaan werd voltooid in 1938 en kreeg een overdekte tribune. In 1954 werd het terrein bij de gemeente Utrecht gevoegd.
De laatste paardenrennen op de renbaan Mereveld vonden plaats rond 1971. De renbaan werd met sluiting bedreigd omdat de A27 over het terrein van de renbaan was gepland. Op 9 maart 1972 besloot de gemeenteraad af te zien van verdere pogingen om Mereveld als renbaan voor Utrecht te behouden.
Sinds 1997 bevindt zich op het terrein van de voormalige renbaan Mereveld en de aanliggende weilanden de Utrechtse Golfclub Amelisweerd.

## Afbeeldingen

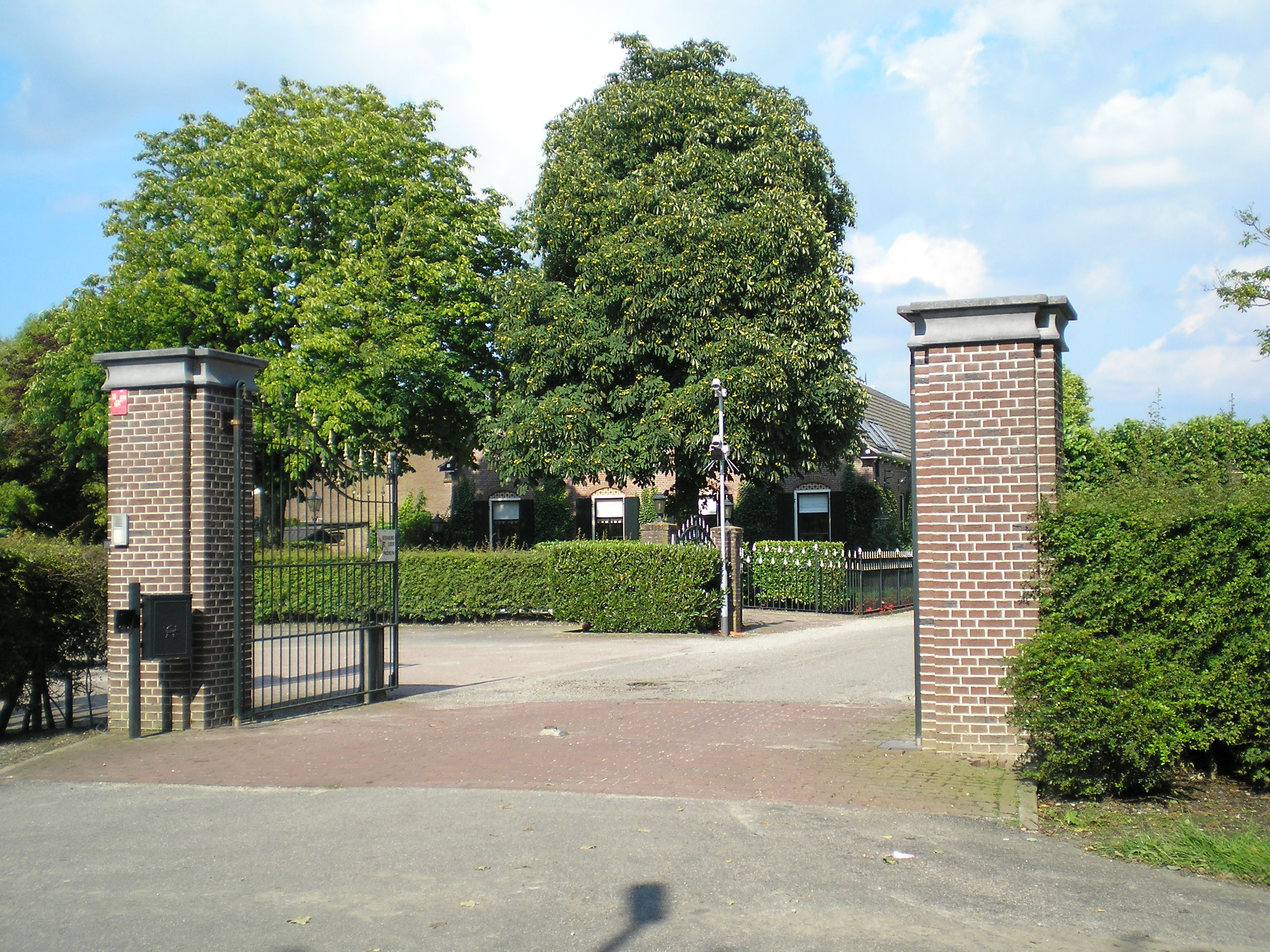
Boerderij Mereveld aan de Mereveldseweg, 2011
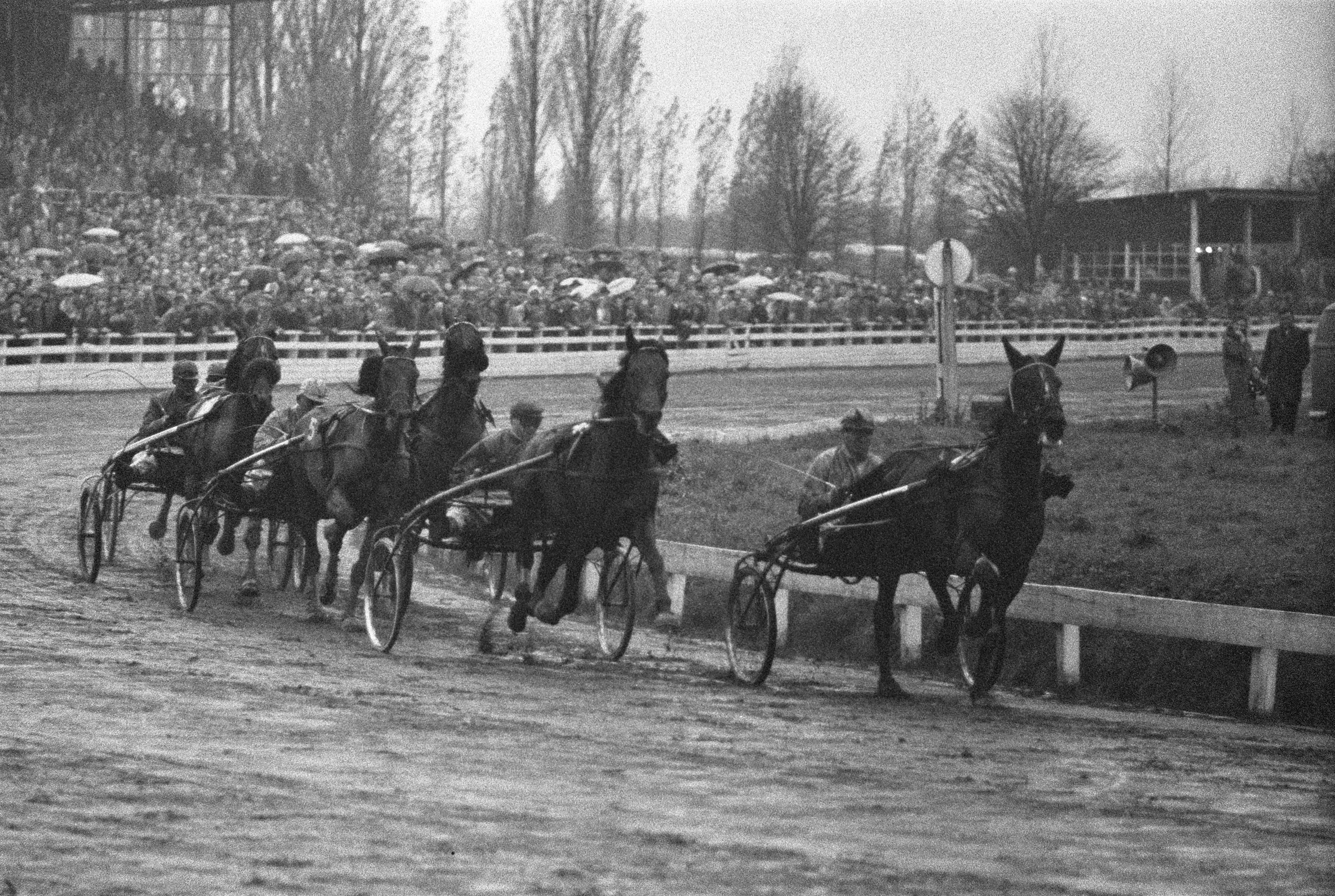
Draverijen op Mereveld, winnaar Vrijdag op kop, 1960
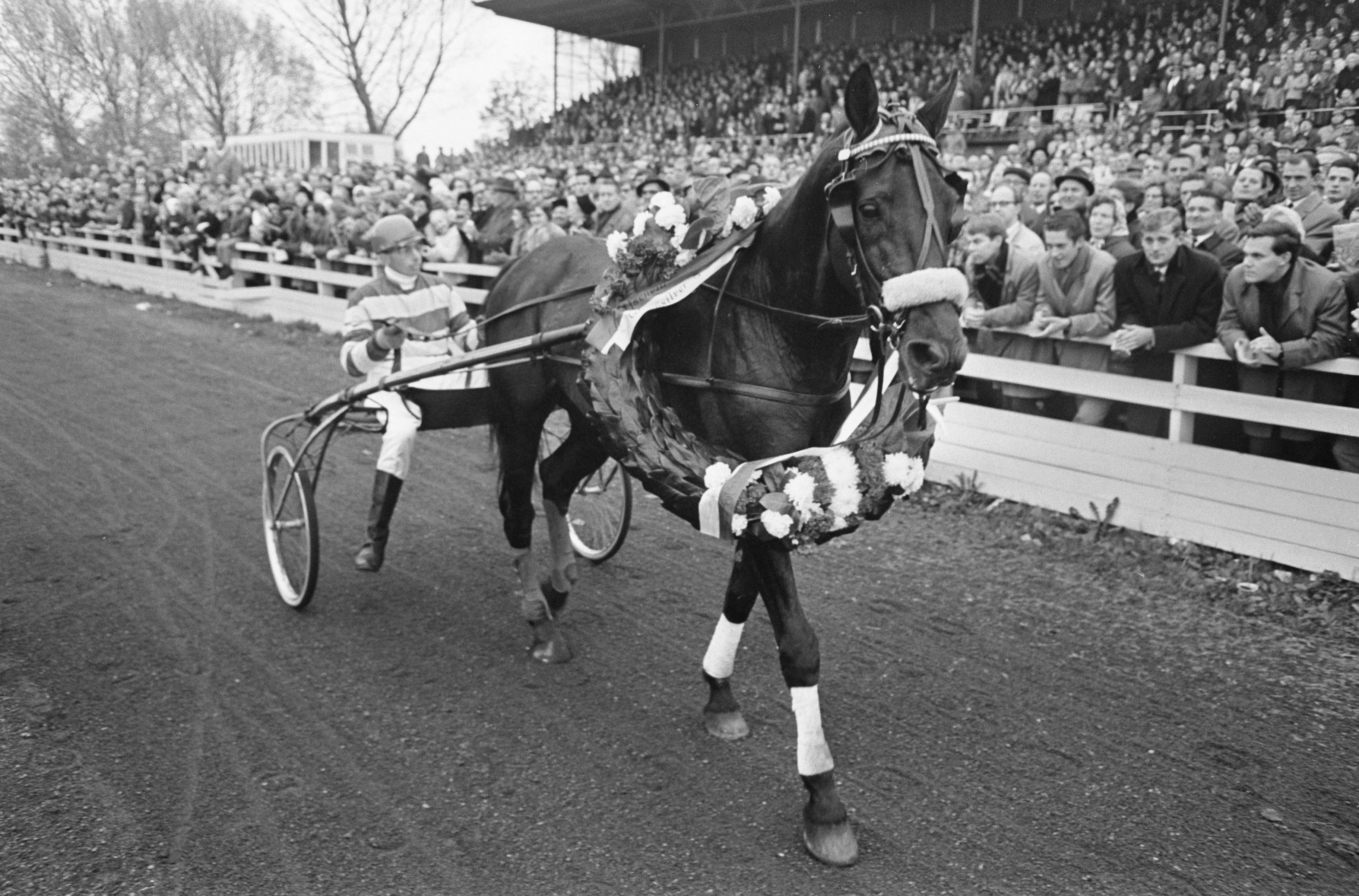
Quicksilver S maakt een ereronde, 1966